# Lei Jun
Lei Jun (Xiantao, 16 de dezembro de 1969) é um empreendedor bilionário chinês, conhecido por ser co-fundador da Xiaomi, uma das maiores fabricantes de celular do mundo.

## Biografia
Lei Jun nasceu em Xiantao, Hubei, na China, em 16 de dezembro de 1969. É formado em ciência da computação pela Wuhan University, uma das mais prestigiadas instituições de ensino chinesas.
Em 1992, Lei Jun começou a trabalhar como engenheiro da Kingsoft. Seis anos mais tarde, ele se tornou CEO da companhia – foi devido ao seu trabalho como executivo que a empresa abriu capital na bolsa de valores.
No ano 2000, o empresário fundou a livraria on-line Joyo.com, empreendimento que vendeu quatro anos mais tarde para a Amazon, por US$ 75 milhões.
Jun deixou a Kingsoft em 2007 e tornou-se investidor anjo. Entre as 20 empresas nas quais investiu, estão a plataforma YY e o site Vancl.com. O trabalho como investidor continuou por meio da empresa de investimentos que ajudou a fundar, a Shunwei Capital.
Em 2008, Lei Jun atuou como presidente da empresa de internet móvel UCWeb . Três anos depois retornou, como presidente, à Kingsoft.

## Empreendimento Xiaomi
A grande mudança na carreira de Lei Jun viria em 2010, quando fundou a Xiaomi ao lado de Lin Bin, Zhou Guangping, Yan Jiahui, Li Wanqiang, Wong Kong-Kat e Hong Feng. A empresa nasceu como um grupo especializado na fabricação de produtos eletrônicos, smartphones e aplicativos.
Comparativamente, a Xiaomi oferta produtos mais baratos do que as principais concorrentes Apple e Samsung. Em menos de cinco anos no mercado, a companhia já era avaliada em US$ 45 bilhões.
Em 2018, a empresa abriu IPO na Hong Kong Stock Exchange – sendo uma das maiores operações daquele ano entre as bolsas de valores.
Os números de 2018 comprovaram o sucesso da empresa. Foi a quarta empresa que mais vendeu aparelhos celulares no mundo, atrás de Samsung, Apple e Huawei, respectivamente, com 8,70% do montante.
Fora do território da China, onde está o seu principal mercado, a Xiaomi cresceu mais de 118%. E, ainda em 2018, a companhia comercializou 118,7 milhões de smartphones. Outros serviços da empresa também têm chamado a atenção pela margem de lucro. Entre eles destacam-se o Mi Music e Mi Video.